# モザンビーク民族抵抗運動・選挙連合
モザンビーク民族抵抗運動・選挙連合（モザンビークみんぞくていこううんどう・せんきょれんごう、ポルトガル語: RENAMO-União Electoral、RENAMO-UE、英語: RENAMO-Electoral Union）は、モザンビークの政党連合。党首はモザンビーク民族抵抗運動のアフォンソ・ドラカマ。

## 概要
1999年と2004年の議会総選挙を戦った。2004年12月1日から2日にかけて行われた議会総選挙で選挙連合は29.7パーセントを獲得し、250議席中、90議席を獲得した。大統領選挙では大統領候補アフォンソ・ドラカマは、31.7パーセントを獲得した。

## 構成政党
モザンビーク民族抵抗運動（RENAMO）を中心としており、他に以下の政党が選挙連合を構成している。
- モザンビーク独立同盟 (Aliança Independente de Moçambique、Independent Alliance of Mozambique)
- モザンビーク民族主義運動 (Movimento Nacionalista Moçambicano、Mozambican Nationalist Movement)
- 民族会議党 (国民会議党、Partido de Convenção Nacional、National Convention Party)
- 国民統一党 (Partido de Unidade Nacional、National Unity Party)
- 愛国行動戦線 (Frente de Ação Patriotica、Front of Patriotic Action)
- モザンビーク人民党 (Partido Popular de Moçambique、People's Party of Mozambique)
- モザンビーク統一戦線 (Frente Unida de Moçambique、United Front of Mozambique)